# سید کمال‌الدین نیک‌روش
سید کمال‌الدین یادآور نیک‌روش(زاده ۱۳۲۳ تهران) معروف به سید کمال‌الدین نیک‌روش شهردار تهران در بین سال‌های ۱۳۵۹ تا ۱۳۶۰ و وزیر کشور جمهوری اسلامی ایران در دولت اول میرحسین موسوی (در سال ۱۳۶۰) بوده‌است. او در سال ۱۳۸۲ به عنوان چهره ماندگار کشور در رشته مهندسی برق و الکترونیک برگزیده شد
برادر او سید مجید نیک‌روش نیز از چهره‌های دانشگاهی ایران و رئیس ادوار گذشته دانشگاه صنعت آب و برق است.

## تحصیلات
- کارشناسی: پلی‌تکنیک تهران سال ۱۳۴۶
- کارشناسی ارشد: دانشگاه ایالتی میسوری در رولا آمریکا سال ۱۹۷۰
- دکترا: دانشگاه ایالتی میسوری در کلمبیا آمریکا سال ۱۹۷۲

## سوابق
- شهردار تهران - سال‌های ۱۳۵۹ الی ۱۳۶۰ به مدت ۷ ماه[۴]
- عضو هیئت امنای دانشگاه صنعتی خواجه نصیرالدین طوسی[۵]
- عضو هیئت امنای دانشگاه صنعت آب و برق
- رئیس دانشکده مهندسی برق دانشگاه صنعتی امیرکبیر ۱۳۵۶
- معاون دانشگاه صنعتی امیرکبیر ۱۳۵۷
- رئیس دانشگاه صنعتی امیرکبیر ۱۳۵۹
- استاندار کهگیلویه و یویراحمد